# Dríade

La dríade, por Evelyn De Morgan.

En la mitología griega, las dríades (en griego antiguo Δρυάδες druádes, de δρῦς drũs, ‘roble’) son las ninfas de las encinas en particular y de los árboles en general.  Son aquellas que moran en los bosques y se deleitan en los árboles. Calímaco se pregunta si nacieron realmente las encinas al mismo tiempo que las ninfas y solo dice que estas ninfas se alegran cuando la lluvia hace crecer las encinas; y que también lloran cuando las encinas pierden sus hojas».
Pausanias dice que hay ninfas que son llamadas Dríades, otras Epimelíades y otras Napeas. La tradición tardía distingue entre dríades y hamadríades, considerándose las segundas asociadas específicamente a un árbol, mientras las primeras erraban libremente por los bosques.
Las dríades no son inmortales, pero pueden vivir mucho tiempo. Entre las más conocidas se encuentran notablemente Eurídice, ninfa de Tracia casada con Orfeo, y Dafne, ninfa que fue perseguida por Apolo y a la que los dioses convirtieron en árbol de laurel.
Asociadas a las dríades y a los árboles, estaban las melias (ninfas de los fresnos) y las hamadríades, quienes dieron sus nombres a muchos tipos de árboles y frutos.

## Catálogo de dríades
- La ninfas Egeides: algunas de ellas son dríades, pero todas asistentes de Circe en la isla de Eea.[5]
- Eurídice: la amada de Orfeo.[6]
- Erato: una dríade de Arcadia, profetisa de Pan y esposa del rey epónimo Árcade.[7]
- Hamadrías o Hamadríade: madre de las ninfas hamadríades por el demon rural Óxilo.[8]
- Las ninfas Liceas: las ninfas del monte Liceo de Arcadia, que ayudaron a Rea con la crianza del infante Zeus.[9]
- Penelopea: una dríade del monte Cilene de Arcadia, madre del dios sátiro Pan, en su unión con Hermes.[10]
- Titorea: la ninfa del monte Parnaso, epónima de la ciudad de Titorea.[11]